# (17357) Lucataliano
(17357) Lucataliano es un asteroide que forma parte del cinturón de asteroides y fue descubierto por Giovanni de Sanctis y Vincenzo Zappalà el 23 de agosto de 1978 desde el Observatorio del Monte Stromlo, en Canberra, Australia.

## Designación y nombre
Lucataliano fue designado inicialmente como 1978 QH3. Fue nombrado por Luca Taliano (1999-2012) quien fue un querido amigo del descubridor.

## Características orbitales
Lucataliano orbita a una distancia media del Sol de 2,655 ua, pudiendo acercarse hasta 2,040 ua y alejarse hasta 3,271 ua. Tiene una inclinación orbital de 15,130 grados y una excentricidad de 0,232. Emplea en completar una órbita alrededor del Sol 1580,45 días.

## Características físicas
La magnitud absoluta de Lucataliano es 13,87. Tiene 10,113 km de diámetro y su albedo se estima en 0,029.